# Roderick A. Macdonald
Pour les articles homonymes, voir Roderick MacDonald et MacDonald.
Roderick Alexander Macdonald  (6 août 1948-13 juin 2014) est un juriste canadien. Il est le 111e président de la Société royale du Canada.
Il est brièvement sous-commissaire de la Commission d'enquête sur l'octroi et la gestion des contrats publics dans l'industrie de la construction (Commission Charbonneau).

## Biographie
Né en Ontario, Macdonald étudie à l'Université York (BA), à la Osgoode Hall Law School (LLB), à l'Université d'Ottawa (LLL) et à l'Université de Toronto (LLM). Il enseigne ensuite le droit dans les facultés de droit de l'Université de Windsor (1975-1979) et de l'Université McGill (1979-2014). Dans cette dernière université, il sert comme doyen de la faculté entre 1984 et 1989. 
Chercheur prolifique, le travail de Macdonald montre un engagement envers l'environnement bijuridique et bilingue de la faculté de droit de McGill et contribue à la formation transsystémique éventuellement adoptée par l'Université. Entre 1997 et 2000, il sert comme le premier président Commission de réforme du droit du Canada. En tant que théoricien du droit, Macdonald à un intérêt important pour le pluralisme juridique et pour laquelle il opte pour une vision qualifiée de critique, radicale ou kaléidoscopique. Le livre The Unbounded Level of the Mind rassemble plusieurs essais en hommage à Macdonald.
Il meurt à l'âge de 65 ans d'un cancer des voies aérodigestives supérieures.